# Anna Borkowska
Anna Borkowska nata Janina Siestrzewitowska, nota anche con lo pseudonimo di Suor Bertranda (1900 – Varsavia, 1988), è stata una religiosa polacca, suora di clausura dell'Ordine dei frati predicatori e madre superiora del monastero di Kolonia Wileńska nel Voivodato di Wilno (ora Pavilnys vicino a Vilnius, in Lituania).
Si laureò all'Università di Cracovia e, dopo gli studi, entrò in monastero. Durante la seconda guerra mondiale, sotto la sua guida, le suore del monastero ospitarono 17 giovani attivisti ebrei del ghetto di Vilnius e aiutò la FPO contrabbandando armi: per questo motivo nel 1984 fu riconosciuta del titolo di Giusto tra le Nazioni da Yad Vashem.

## Sostegno agli ebrei

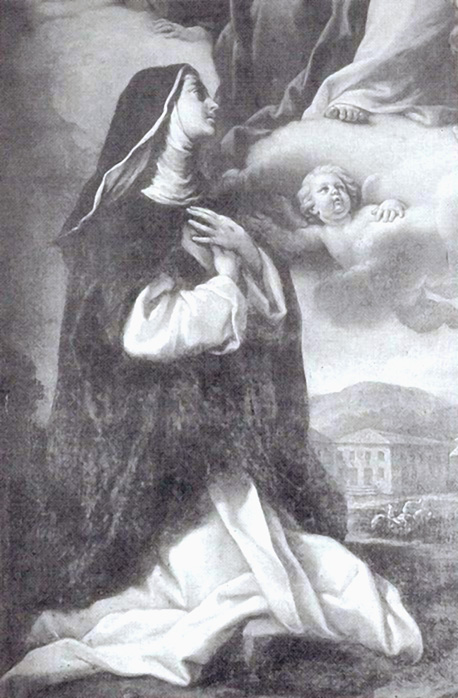
Beata Lucia, patrona delle Suore Domenicane, in abito domenicano.

Vilnius fu conquistata dai tedeschi il 24 giugno 1941, durante l'operazione Barbarossa, e quasi immediatamente iniziò il massacro degli ebrei. Suor Bertranda chiese per la prima volta di salvare gli ebrei dopo il massacro di Ponary, nel luglio 1941. Inizialmente cercò di ottenere il sostegno della leadership cattolica di Wilno, ma i suoi sforzi furono respinti per paura che le forze di occupazione naziste tedesche potessero distruggere le proprietà ecclesiastiche e uccidere tutti coloro trovati ad aiutare gli ebrei.
Agendo di sua iniziativa, suor Bertranda accolse 17 membri di Hashomer Hatzair, un gruppo sionista locale, e li nascose all'interno del monastero. Tra gli attivisti ci furono Abba Kovner, il leader del movimento, Abraham Sutzkever, Arie Wilner e Edek Boraks; questi uomini ricambiarono il sostegno delle suore aiutandole nel lavoro dei campi, mentre Kovner, intuendo gli obiettivi della soluzione finale di Hitler, si adoperò per l'organizzazione di una resistenza politica contro l'occupazione e per la stesura del manifesto del gruppo in vista di una successiva rivolta.
Secondo quanto riferito in seguito, molte delle suore si opposero a questa scelta e suor Bertranda le minacciò con l'espulsione dal monastero e con la scomunica dalla fede. Alcuni dei membri di Hashomer Hatzair, qualche tempo dopo, decisero di lasciare il nascondiglio e di tornare nel ghetto ebraico di Vilnius, dove organizzarono il movimento di resistenza clandestino noto come Fareynikte Partizaner Organizatsye (FPO).

## Aiuto della resistenza ebraica
Suor Bertranda lasciò il monastero poco dopo e si recò nel ghetto per prestare i suoi servizi come volontaria. Fu dissuasa dall'intento da Kovner, che le chiese invece di organizzare l'approvvigionamento dei rifornimenti. Insieme alle altre suore domenicane, suor Bernadeta (Julia Michrowska), suor Cecylia (Maria Roszak), suor Diana (Helena Frackiewicz), suor Imelda (Maria Neugebauer), suor Jordana (Maria Ostrejko), suor Małgorzata (Irena Adamek) e suor Stefania (Stanisława Bednarska), si adoperò per aiutare la resistenza ebraica contrabbandando sia armi che munizioni. Furono tra le prime a fornire le bombe a mano e le altre armi alla resistenza del ghetto di Vilnius.
Tra agosto e settembre 1943, il ghetto fu liquidato e circa 12.000 persone tra uomini, donne e bambini, furono deportate nei campi in Estonia. La rivolta, organizzata da FPO il 1º settembre 1943, fu repressa e ne seguì la definitiva distruzione di ciò che restava del ghetto.
Nel settembre 1943, suor Bertranda fu arrestata dalle autorità naziste e inviata in un campo di lavoro a Perwejniszki vicino a Kovno (Pravieniškės vicino a Kaunas, in Lituania), il monastero fu chiuso e le suore scacciate. Dopo la guerra, suor Bertranda chiese la dispensa dai voti e lasciò il monastero, adottando il nome di Anna Borkowska.

## Riconoscimento
Nel 1984 fu insignita del titolo di Giusto tra le Nazioni da Yad Vashem. Abba Kovner, uno dei giovani ebrei salvati, le consegnò personalmente la medaglia durante la cerimonia in Polonia. Secondo i dati forniti da Yad Vashem, lei e la consorella suor Cecylia Roszak, furono i due membri di questa comunità monastica da onorare.